# René Loyon
René Loyon, né en 1948, est un acteur et metteur en scène français.

## Biographie
Il découvre, lycéen lyonnais, le théâtre au début des années 1960 grâce aux spectacles de Roger Planchon et du Théâtre de la Cité de Villeurbanne. Cette première prise de contact est déterminante. C’est la révélation qu’un autre théâtre que celui de simple divertissement est possible : un théâtre fondé à la fois sur une grande exigence artistique et la conception citoyenne d’un art dramatique ouvert sur la réalité du monde et désireux de s’adresser au plus grand nombre. Ces principes, qui sont ceux de la décentralisation, ont évidemment contribué à former de façon décisive l’idée que René Loyon se fait du théâtre et de sa responsabilité sociale.
Formation : en 1967 et 1968, élève à l’école de la Comédie de Saint-Étienne dirigée par Jean Dasté, un des fondateurs historiques de la décentralisation et au Centre de formation du théâtre de l'Ouest parisien.
Acteur dès 1969, René Loyon a joué avec de nombreux metteurs en scène : Jacques Kraemer, Bernard Sobel, Bruno Bayen, Gabriel Garran, Anne-Marie Lazarini, Claude Yersin, Antoine Vitez, Gildas Bourdet, Charles Tordjman, Alain Françon, entre autres.
De 1969 à 1975, René Loyon coanime avec Jacques Kraemer et Charles Tordjman le Théâtre populaire de Lorraine. Il participe en tant qu’acteur ou metteur en scène à toutes les créations importantes de cette compagnie, à l’époque nationalement reconnue pour la qualité et l’originalité de son travail très ancré dans la réalité sociale lorraine.
1976 : création avec Yannis Kokkos du Théâtre Je/Ils, une appellation particulière due à l’admiration que les deux fondateurs vouent à l’œuvre d’Arthur Adamov, auteur d’un livre qui porte ce titre ; une appellation qui contient le projet artistique de la Compagnie : lier indissociablement vie individuelle et vie collective, l’intime et l’histoire.

## Activités de formation
(novembre 2021).
- 1983 : animation d’un atelier à l’École Nationale de Strasbourg autour du théâtre d’Arthur Adamov.
- 1984 : animation d’un atelier à l’École du Théâtre National de Chaillot sur le thème du comique et de la comédie.
- 1984-1989 : direction de six stages, dans le cadre de la formation continue des Ateliers de recherche de la Comédie de Caen, autour du théâtre de Strindberg, Adamov, Tchékhov et autres auteurs.
- 1987-1988 : professeur à l’École du Théâtre National de Chaillot.
- 1989 : professeur associé à l’Institut d’Études Théâtrales Université Paris III.
- 1991-1996 : dans le cadre de la direction du Centre Dramatique National de Franche-Comté, animation de divers stages de formation continue autour du théâtre de Molière, Botho Strauss, Sophocle et du théâtre anglais contemporain.
- 1997 : animation d’un atelier à l’École de la Comédie de Saint Étienne, autour du théâtre de Molière. Animation d’un stage AFDAS[Quoi ?] autour du théâtre de Molière.
- 1999 : animation de deux stages AFDAS autour du théâtre de Federico Garcia Lorca et de Nathalie Sarraute.
- 2000 : professeur à l’ENSATT à Lyon (dernier trimestre).
- 2001 : stage AFDAS - Jouer vrai les personnages de Tchékhov
- 2003 : stage AFDAS - Jouer Marivaux
- 2005 : stage AFDAS – Le jeu d’ensemble dans Les Trois Sœurs de Tchékhov
- 2005-2006 : animation d’un atelier sur la comédie et le vaudeville à EPSAD de Lille.
- 2007 : stage AFDAS – Jouer la Tragédie Grecque aujourd’hui
- 2008-2009 : interventions à L’EDT 91[Quoi ?]

## Théâtre

### Comédien
- 1972 : Les Immigrés de Jacques Kraemer, mise en scène Jacques Kraemer et René Loyon, Théâtre municipal Metz
- 1977 : Les Paysans d'Yvon Davis et Michèle Raoul-Davis d'après Honoré de Balzac, mise en scène Bernard Sobel, Théâtre de l'Est parisien
- 1977 : Coriolan de William Shakespeare, mise en scène Gabriel Garran, Festival d'Avignon, Théâtre de la Commune
- 1980 : Bérénice de Racine, mise en scène Antoine Vitez, Théâtre Nanterre-Amandiers, Nouveau théâtre de Nice
- 1980 : Flaminal Valaire de Maurice Regnaut, mise en scène Jacques Kraemer, Festival d’Avignon
- 1994 : Visiteurs de Botho Strauss, mise en scène Michel Didym et René Loyon, Théâtre de la Ville
- 2016 : La leçon d'Eugène Ionesco, mise en scène Christian Schiaretti, assisté de Joséphine Chaffin, Théâtre de l'Epée de Bois

### Mises en scène (avec ou sans le Théâtre Je/Ils)
- 1980 : Voyages avant l’an 40 ou le Journal de mon grand-père, d’après le journal intime de son grand-père (Théâtre de la Commune à Aubervilliers). C’est le premier spectacle – emblématique – de la Compagnie. Le journal du grand-père de René Loyon, magistrat colonial entre les deux guerres, est l’occasion d’interroger à la fois la personnalité d’un homme singulier et l’idéologie coloniale, typique de la IIIe République, dont il était le représentant. Cette période de notre histoire, capitale pour qui cherche à comprendre notre présent, constituera une ligne thématique importante par la suite pour René Loyon. Les spectacles à partir des textes de Gide, Feydeau, Georges Ancey, sont nés de ce désir d’exploration de la mémoire nationale.
- 1981 : Lettre au père, de Franz Kafka - Théâtre 18
- 1982 : Paludes d’après André Gide, en collaboration avec Charles Tordjman (Comédie de Caen) - L’invasion et Tous contre tous d’Arthur Adamov (École du Théâtre national de Strasbourg).
- 1983 : Antigone de Sophocle (Théâtre de la Soif Nouvelle à Fort-de-France) - Léonie est en avance et Gibier de potence de Georges Feydeau, en collaboration avec Charles Tordjman (Théâtre populaire de Lorraine).
- 1984 : Bons Offices, d’après Pierre Mertens (Théâtre national de l’Odéon) - Paludes, dans une nouvelle version, René Loyon jouant le rôle principal de l’écrivain (Théâtre populaire de Lorraine, Théâtre 71 de Malakoff).
- 1985 : Mille francs de récompense de Victor Hugo (Théâtre national de Chaillot). C’est la première étape d’une collaboration avec Antoine Vitez dont la personnalité rayonnante a joué un si grand rôle dans le théâtre d’aujourd’hui.
- 1986 : La Dupe de Georges Ancey (Théâtre Artistic Athévains).
- 1987 : La Princesse blanche de Rainer Maria Rilke, collaboration à la mise en scène de Yannis Kokkos Théâtre de la Ville - Orestéia, d’après Eschyle, musique de Yannis Xenakis, en collaboration avec Yannis Kokkos pour le Festival de Gibellina (Sicile) et le Festival Musica de Strasbourg - Vêtir ceux qui sont nus de Luigi Pirandello (Théâtre national de Chaillot).
- 1988 : Tous contre tous d’Arthur Adamov à Pékin avec une troupe chinoise. Le désir de mieux connaître l’œuvre « chinoise » de Victor Segalen conduit René Loyon à Pékin où il mène une expérience singulière : mettre en scène avec des comédiens chinois un texte d’Adamov dont la fable n’est pas sans rappeler les évènements tragiques de la « révolution culturelle » - Fils du ciel ou la Chronique des jours souverains d’après Victor Segalen, adaptation Gilles Manceron (Comédie de Caen).
- 1989 : Plage de la libération de Roland Fichet (Festival de Sarrebruck).
- 1990 : Summer (Été) d’Edward Bond (Théâtre du 8e de Lyon, reprise Théâtre national de la Colline).

De 1991 à 1996 : direction du Centre dramatique national de Franche-Comté à Besançon.
Il met en scène :
- 1991 : Cent millions qui tombent de Georges Feydeau, suivi de 1911/1991 de Catherine Anne, Roland Fichet, Eloi Recoing (reprise Théâtre de Gennevilliers). C’est le premier spectacle de René Loyon au Centre dramatique national de Franche-Comté ; il est l’occasion d’une expérience singulière qui consiste à commander à trois auteurs contemporains une « fin » possible à une pièce de Feydeau laissée inachevée. Il est ainsi exemplaire d’un travail de recherche qui, au-delà des vaines querelles sur les « classiques » et les «contemporains », vise à faire entendre les multiples résonances d’un texte.
- 1992 : Combat de nègre et de chiens de Bernard-Marie Koltès.
- 1993 : L’Avare de Molière (reprise Théâtre de l’Est parisien) - L’Architecte de Jean Verdun - Antigone de Sophocle (reprise Théâtre de l’Aquarium).
- 1994 : Visiteurs de Botho Strauss, co-mise en scène avec Michel Didym. René Loyon joue le rôle principal (reprise au Théâtre de la Ville).
- 1995 : Peepshow dans les Alpes de Markus Köbeli.

Création de plusieurs « petites formes » : Un cœur sous une soutane d’Arthur Rimbaud, Le Silence de Molière de Giovanni Macchia, Candide d’après Voltaire.
- 1996 : La Querelle de l’École des femmes (L’École des femmes, La Critique de l’École des femmes et L’Impromptu de Versailles) de Molière.

Création de plusieurs « petites formes » : Abel et Bela de Robert Pinget, Mirad un garçon de Bosnie de Ad de Bont, Pour un oui ou pour un non de Nathalie Sarraute, Paria et La Plus Forte d’August Strindberg, La Terrasse des désespoirs de Tsing Pann Yang (Yves Gandon).
- 1997 : création de la Compagnie R.L.
- 1997 : Tour de France de Gilles Costaz au Théâtre Artistic Athévains dans le cadre de L’Éloge du Cycle d’Alain Pierremont, Gilles Costaz et Joël Jouanneau en collaboration avec Gilles Bouillon et Anne-Marie Lazarini (Théâtre Artistic Athévains) - Reprise de Candide au Théâtre du Chêne Noir (Festival d’Avignon) et en tournée.
- 1998 : reprise de La Querelle de L'École des femmes au Théâtre de la Tempête et en tournée - Les Femmes savantes de Molière au Théâtre de l’Atalante et 170 représentations en tournée. Ce spectacle, conçu à l’origine comme un exercice, rencontre un succès considérable. Il est joué plus de 200 fois, notamment dans plusieurs pays d’Afrique occidentale (où la Compagnie R.L. reviendra à plusieurs reprises). Il est une étape essentielle dans le travail de recherche que René Loyon mène sur l’œuvre de Molière depuis plusieurs années.
- 1999 : Le Jeu des rôles de Luigi Pirandello au Théâtre 13 - L’École des maris de Molière aux Rencontres Internationales de Haute Corse (l’ARIA). Ces Rencontres, voulues et organisées par Robin Renucci, sont proches dans l’esprit des idéaux de Jacques Copeau et des objectifs de l’éducation populaire. Elles rassemblent chaque année, depuis 1998, une centaine de stagiaires, amateurs et professionnels, qui, dans une ambiance particulièrement chaleureuse, présentent à un public de plus en plus large le fruit de leur travail de répétition de cinq semaines.
- 2000 : Le Misanthrope de Molière aux Rencontres Internationales de Haute-Corse
- 2000 : Isma ou ce qui s’appelle rien de Nathalie Sarraute, Théâtre de la Tempête
- 2001 : Le Silence de Molière de Giovanni Macchia à l’Atalante
- 2001 : Elle est là de Nathalie Sarraute au Théâtre de l’Opprimé
- 2002 : Yerma de Federico Garcia Lorca à la Maison de la Poésie/Théâtre Molière
- 2002 : Penthésilée d’Heinrich von Kleist aux Rencontres Internationales de Haute-Corse
- 2003 : La Double Inconstance de Marivaux, Théâtre de la Manufacture à Nancy
- 2003 : Il met en scène pour Les Paroles d’acteurs de l’Adami, au Festival d’Avignon, un montage de textes de Harold Pinter, qui ne sera pas représenté du fait de l’annulation du Festival
- 2004 : L’Émission de télévision de Michel Vinaver, Théâtre de l'Est parisien
- 2004 : La Mouette d'Anton Tchekhov aux Rencontres Internationales de Haute-Corse
- 2005, 2006 : La Fille aux rubans bleus de Yedwart Ingey, Théâtre des Abbesses
- 2006 : Tartuffe de Molière au Théâtre 95 de Cergy-Pontoise et en tournée
- 2007 : Rêve d’automne de Jon Fosse (création française) au Théâtre l’Étoile du Nord
- 2008 : Antigone de Sophocle (nouvelle traduction de Florence Dupont) à l’Atalante
- 2009 : Soudain l'été dernier de Tennessee Williams, Théâtre de la Tempête

## Filmographie

### Cinéma
- 1990 : La Gloire de mon père  d’Yves Robert : monsieur Besson
- 1990 : Le Château de ma mère  d’Yves Robert : monsieur Besson
- 1989 : Suivez cet avion de Patrice Ambard
- 1987 : Les Deux Crocodiles de Joël Séria : le prêtre
- 1986 : Kamikaze de Didier Grousset : le PDG TV

### Télévision
- 2009 : Reporters  - saison 2 épisode 1 et 2 (série télévisée) : Jean-Gabriel Marchand
- 2007 : Chez Maupassant  - saison 1 épisode 7 « Miss Harriet » (série télévisée) : le comte d'Etrailles
- 2006 : Sartre, l'âge des passions de Claude Goretta : le commissaire Saisie
- 2005 : Commissaire Cordier (série télévisée) - saison 1 épisode 1 : « Un crime parfait » : Peyrac
- 2001 : Thérèse et Léon, téléfilm  de Claude Goretta : le médecin à l'hôpital de Thérèse
- 2000 : Victoire, ou la douleur des femmes, téléfilm de Nadine Trintignant  (feuilleton TV) : le policier au bébé
- 1999 : Avocats et Associés (série télévisée) - saison 2 épisode 5 : « Parole d'honneur » : Président Prud'homme
- 1998 : Madame le Proviseur (série télévisée) - 2 épisodes : « Les intouchables »  et  « La maîtresse auxiliaire » : le SDF 'Colombo'
- 1997 : Le Dernier Été, téléfilm  de Claude Goretta
- 1991 : Marie Curie, une femme honorable, téléfilm de Michel Boisrond : André Debierne

## Distinctions
- Molières 2011 : nomination au Molière des compagnies pour Dom Juan, Cie RL